# Gampsoacantha
Gampsoacantha – rodzaj pluskwiaków z podrzędu różnoskrzydłych, rodziny smukleńcowatych i podrodziny Gampsocorinae. Obejmuje dwa opisane gatunki. Zamieszkują etiopską część Afryki.

## Morfologia
Drobne pluskwiaki o ciele długości od 2,28 do 3,05 mm i szerokości od 0,4 do 0,68 mm, od 4,3 do 5,6 raza dłuższym niż na wysokości półpokryw szerokim. Powierzchnia ciała jest błyszcząca.
Głowa jest krótka, mniej więcej tak długa jak szeroka, gładka, łysa lub porośnięta rzadkimi i długimi włoskami. Bardzo głęboki szew przedoczny wydziela z głowy wypukłą część przednią dłuższą od tylnej. Na głowie brak jest wyrostków. Bruzda oddzielająca zaustek od czoła jest słabo widoczna. Oczy złożone umieszczone są mniej więcej w połowie długości głowy. Przyoczka rozstawione są na odległość większą niż dystans między nimi a tylnymi brzegami oczu złożonych. Tak długie jak ciało czułki budują cztery człony, z których pierwszy jest tak długi jak połowa ciała i tak długi jak drugi i trzeci razem wzięte, a czwarty jest krótki i wrzecionowaty. Rozprostowana ku tyłowi kłujka sięga wysokości środkowej pary bioder lub dalej i ma pierwszy człon najdłuższy.
Przedplecze jest tak długie jak szerokie, łyse lub porośnięte rzadkimi i długimi włoskami. Przednia jego krawędź jest zgrubiale obrzeżona i uzbrojona w jeden bardzo długi, wrzecionowaty wyrostek pośrodku i dwa krótsze wyrostki w kątach przednio-bocznych. Tylna część przedplecza uzbrojona jest z kolei w trzy wyrostki lub kolce na wysokości barków. Uzbrojenie przedplecza wyróżnia ten rodzaj od rodzajów pokrewnych. Tarczka wyposażona jest w bardzo długi kolec. Wyrostek perytremy jest stosunkowo krótki i wyposażony w dość szeroki kanalik ostiolarny. Skrzydła są w pełni wykształcone (formy długoskrzydłe). Półpokrywy są niepunktowane, o przezroczystych przykrywkach i zakrywkach. Odnóża nie odbiegają budową od innych przedstawicieli plemienia.
Odwłok jest niepunktowany, gładki i lśniący.

## Rozprzestrzenienie
Pluskwiaki te zamieszkują etiopską część Afryki. Podawane były z Czadu, Nigerii, Wybrzeża Kości Słoniowej i Mozambiku.

## Taksonomia
Rodzaj ten wprowadzony został w 1987 roku przez Machaiła Josifowa i Josefa Štusáka na łamach „Acta Entomologica Bohemoslovaca”. W tej samej publikacji autorzy Ci opisali oba jego gatunki – Gampsoacantha beroni i Gampsoacantha pumilio. Gatunkiem typowym wyznaczyli pierwszego  z wymienionych. Rodzaj ten klasyfikowany jest w plemieniu Gampsocorini wraz z pokrewnymi Gampsocoris, Micrometacanthus i Australacanthus. Najbliższy morfologicznie jest przedstawicielom rodzaju Gampsocoris klasyfikowanym dawniej jako Proacanthus oraz rodzajowi Micrometacanthus. Nazwa rodzajowa Gampsoacantha pochodzi od nazw Gampsocoris i Proacanthus.